# Výhledská vrchovina
Výhledská vrchovina (deutsch etwa: Oberkunreuther Bergland) ist ein Bezirk der Untereinheit Chebská pahorkatina (deutsch: Egerer Hügelland), einer etwas über das landläufig als Fichtelgebirge bezeichnete Gebiet hinausgehenden geomorphologischen Haupteinheit Smrčiny (Fichtelgebirge) nach tschechischem System.
Geomorphologische Einteilung Tschechiens mit Haupteinheit Smrčiny (rot markiert)

## Lage und Ausdehnung
Das Výhledská vrchovina liegt westlich von Cheb an der tschechisch-deutschen Grenze. Es entspricht in etwa dem tschechischen Anteil am Hohen Fichtelgebirge. Die höchste Erhebung ist der Výhledy mit 656 m.n.m an der Südostabdachung des Kohlwaldes.
Gegen Norden schließt sich in der Hazlovská pahorkatina (Haslauer Hügelland) bei Hazlov, die in etwa den tschechischen Anteil an der Selb-Wunsiedeler Hochfläche einnimmt, eine weitere Untereinheit des Fichtelgebirges an. Nordöstlich und östlich folgt das Chebská pánev (Egerbecken), südlich – getrennt durch das Tal der Odrava – die Hrozňatovská pahorkatina (Kinsberger Hügelland).

## Geomorphologische Klassifizierung
- System: Hercynisch
- Untersystem: Hercynisches Gebirge
- Provinz: Böhmische Masse (Česká vysočina)
- Subprovinz: Krušnohorská subprovincie (Erzgebirgs-Subprovinz)
- Gebiet: Krušnohorská hornatina
- Haupteinheit: Fichtelgebirge (Smrčiny)
- Untereinheit: Chebská pahorkatina (Egerer Hügelland)
- Bezirke: Výhledská vrchovina und Hrozňatovská pahorkatina